# 略科崔馬山
14°37′54″S 72°43′41″W / 14.63167°S 72.72806°W
略科崔馬山（Lluqu Chuyma），是秘魯的山峰，位於該國南部阿普里馬克大區，由安塔班巴省的安塔班巴區負責管轄，屬於萬索山脈的一部分，海拔高度5,000米。